# Unicorns Tales
Unicorns Tales este un film românesc din 2014 regizat de Daniel Nicolae Djamo.